# Білозір болотяний
Білозір болотяний, білозі́р боло́тний (Parnassia palustris) — багаторічна рослина родини бруслинових, також відома під народними назвами ма́точник бі́лий, мудник, ца́рські о́чі. Неофіцинальний лікарський і малопоширений декоративний вид.

## Опис
Трав'яниста рослина заввишки 8-40 см, що утворює невеличкі дернини. Кореневище коротке, корінці мичкуваті. Стебло прямостояче, просте, ребристе, у нижній частині невиразно тригранне, завтовшки 1-1,5 мм. Стебловий листок один, він глибокосерцеподібний, стеблообгортний. Прикореневих листків багато, вони довгочерешкові, овальні, тупий, з темними цятками і серцеподібною основою. Квітки одиничні, правильні, двостатеві, 5-пелюсткові, білі з темними жилками. Плід — коробочка. Цвіте у липні — серпні.

## Поширення
Росте на вологих луках, по болотах, берегах річок і озер на Поліссі, рідше — в Лісостепу.

## Хімічний склад
Трава містить сапоніни, гіркоти, дубильні речовини (3,6—7,2 %), флавоноїди.

## Сировина
Використовують траву, зібрану під час цвітіння рослини. Рослина неофіцинальна.

## Фармакологічні властивості і використання
Білозір болотний поліпшує серцево-судинну діяльність, заспокійливо діє на нервову систему, виявляє в'яжучу, сечогінну, кровоспинну й ранозагоювальну дію.
Настій трави і коріння вживають при серцево-судинних захворюваннях, які пов'язані з неврозами, а також при захворюваннях печінки, шлунково-кишкового тракту, при кровотечах, кровохарканні та епілепсії.
Відвар квіток використовують і при гонореї, а відвар насіння — при кашлі та хворобах очей.

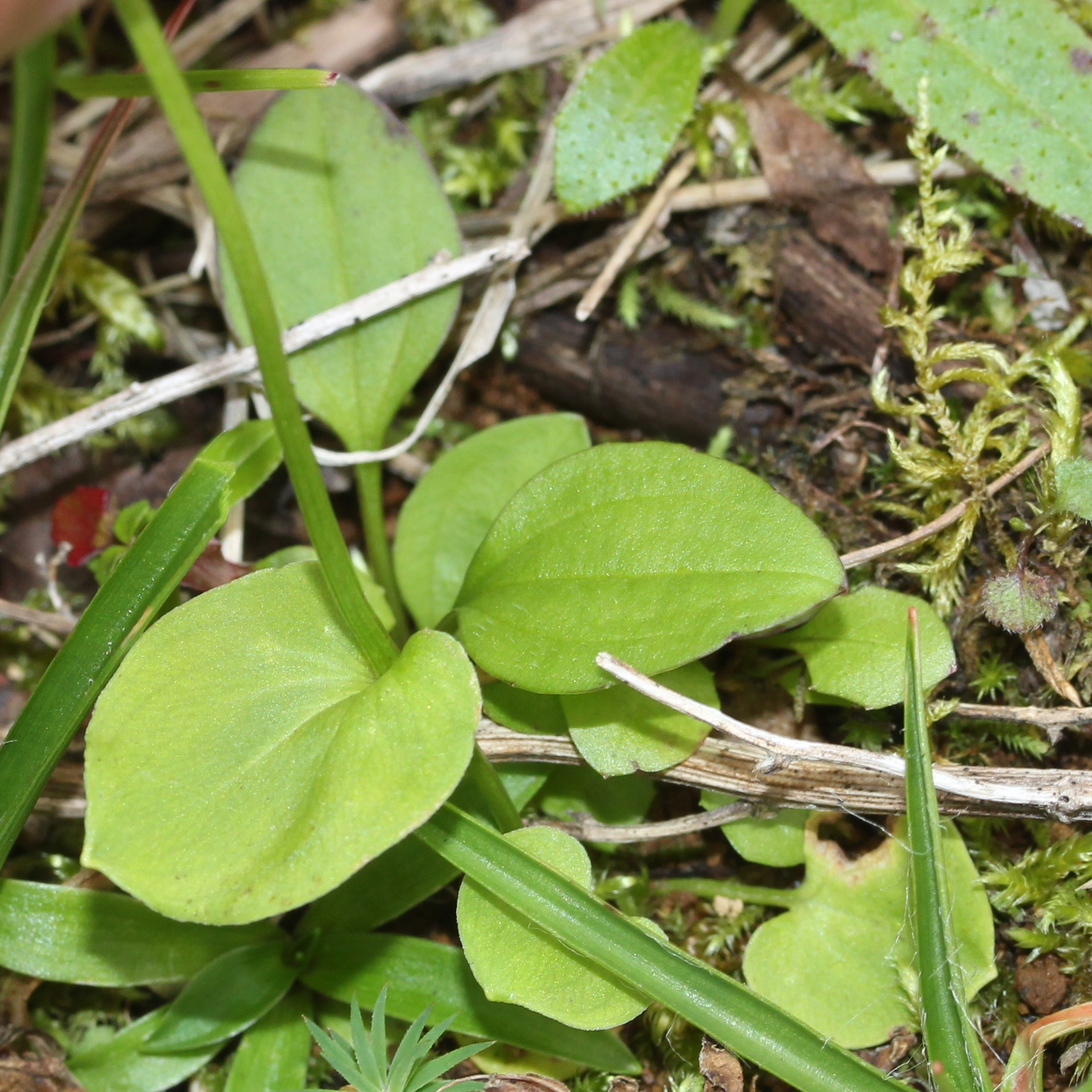
Прикореневі листки
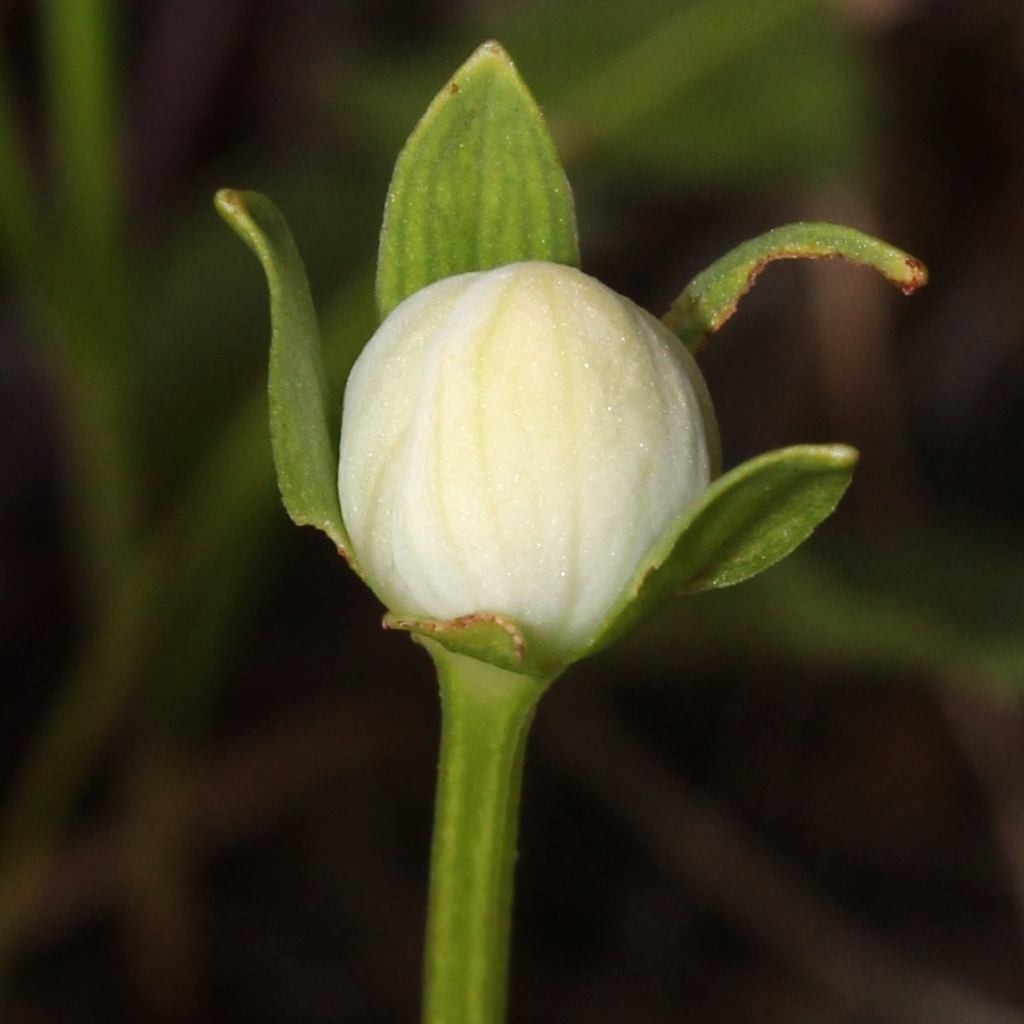
Пуп'янок
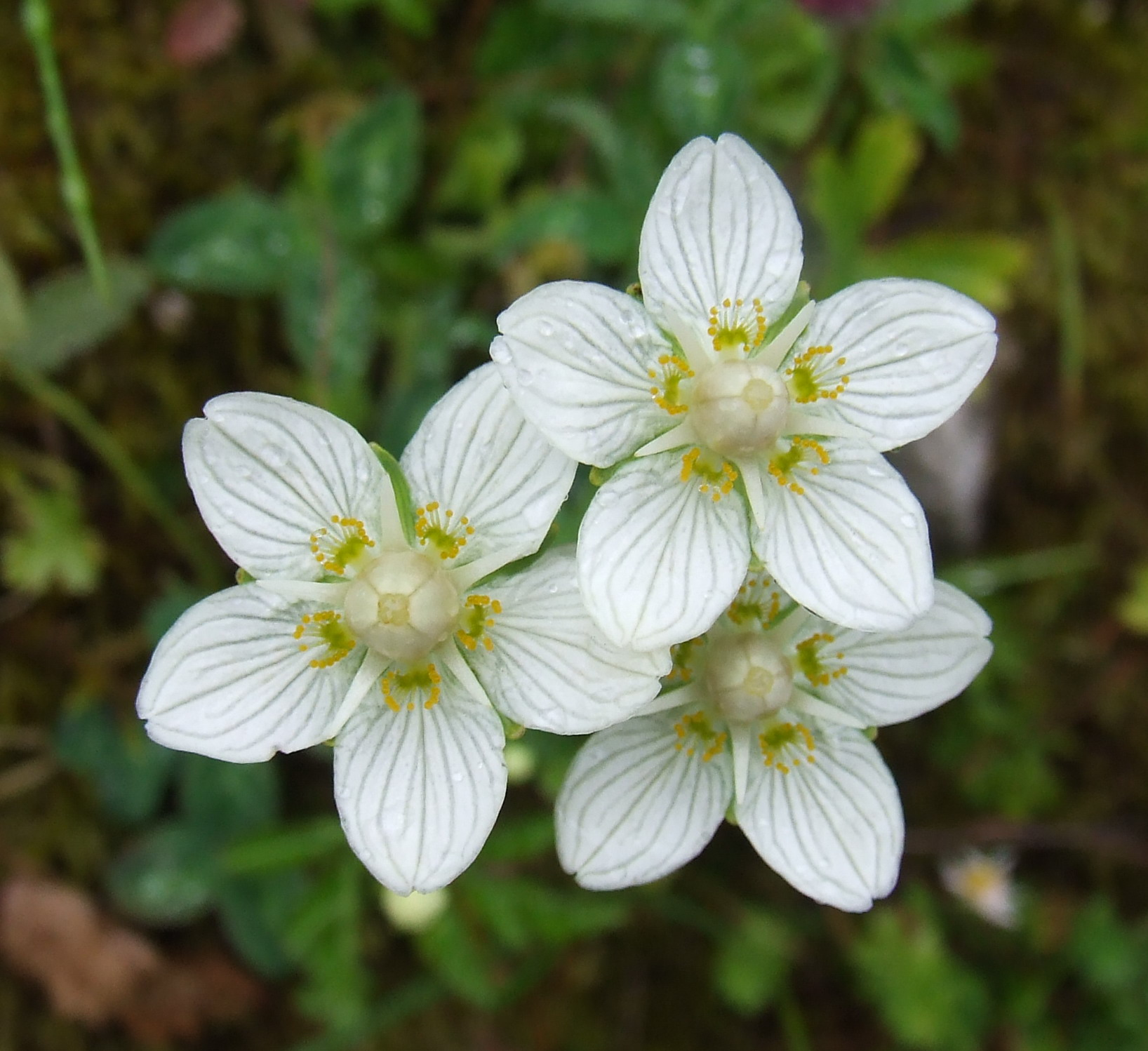
Квіти
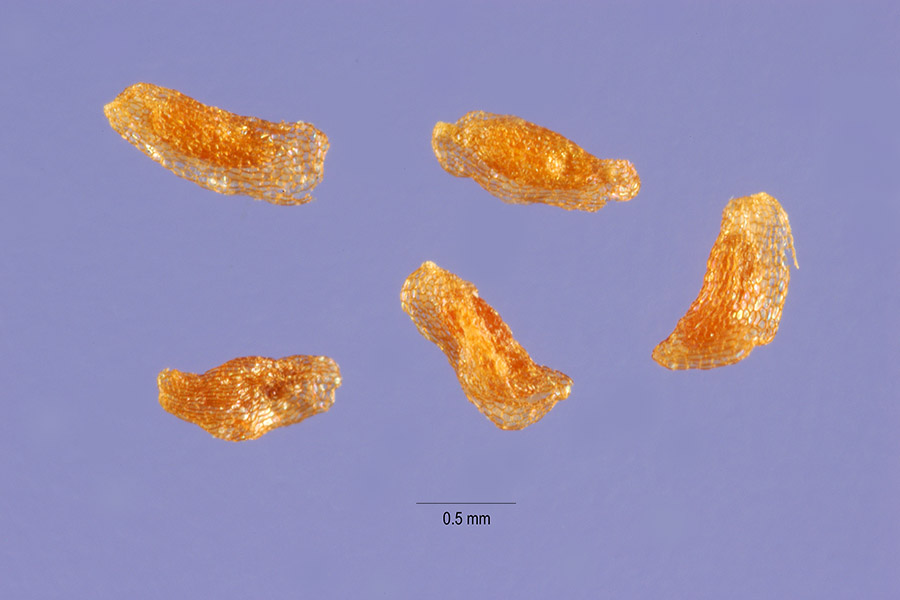
Насіння

## Синоніми
- Enneadynamis polonorum Bubani
- Parnassia neogaea (Fernald) Kharkev.
- Parnassia obtusiflora Rupr.
- Parnassia palustris f. nana T.C. Ku
- Parnassia palustris var. neogaea Fernald
- Parnassia palustris subsp. neogaea (Fernald) Hultén
- Parnassia palustris subsp. obtusiflora (Rupr.) D.A.Webb
- Parnassia palustris var. palustris